# Castroviejo
Castroviejo tỉnh và cộng đồng tự trị La Rioja, phía bắc Tây Ban Nha. Đô thị này có diện tích là 20,75 ki-lô-mét vuông, dân số năm 2009 là 57 người với mật độ 2,75 người/km². Đô thị này có cự ly 27 km so với Logroño.